# Melanocamenta densata
Melanocamenta densata är en skalbaggsart som beskrevs av Hermann Julius Kolbe 1914. Melanocamenta densata ingår i släktet Melanocamenta och familjen Melolonthidae. Inga underarter finns listade i Catalogue of Life.